# エスカロニア科
エスカロニア科（エスカロニアか、学名 : Escalloniaceae）は被子植物の科であり、7属約130種からなる。APG II では、キキョウ類に配置された8つの科であり、特定の目には属していなかった。最近の研究で、エレモシネ科とトリベラ科は、エスカロニア科から生じたものとされた。被子植物系統ウェブサイトでは、両科をエスカロニア科に結合し、エスカロニア目に配置した。

## 属
エスカロニア科には7属存在している。
- Anopterus
- Eremosyne
- Escallonia
- Forgesia
- Polyosma
- Tribeles
- Valdivia